# Список птахів Нідерландів
Цей список є списком видів птахів, спостережених на території Нідерландів. Він включає 526 видів, що спостерігалися на території Нідерландів. З них 197 бродячі, 13 інтродуковані людиною, а один вимер. Два види були задокументовані до 1800 р.

## Позначки
- (А) Випадковий — вид, який рідко або випадково трапляється в Нідерландах.
- (I) Інтродукований — вид, предки якого походять з неволі.
- (Б) До 1800 р. — види, зареєстровані лише до 1800 р. (місцезнаходження та дата недостатньо добре задокументовані)

## Гусеподібні
Родина Качкові (Anatidae)
- Гуска гірська, Anser indicus (I)
- Гуска біла, Anser caerulescens
- Гуска Росса, Anser rossii (A)
- Гуска сіра, Anser anser
- Гуска білолоба, Anser albifrons
- Гуска мала, Anser erythropus (вразливий)
- Гуменник, Anser fabalis
- Гуменник тундровий, Anser serrirostris
- Гуменник короткодзьобий, Anser brachyrhynchus
- Казарка чорна, Branta bernicla
- Казарка білощока, Branta leucopsis
- Казарка мала, Branta hutchinsii (A)
- Казарка канадська, Branta canadensis
- Казарка червоновола, Branta ruficollis (A) (вразливий)
- Лебідь-шипун, Cygnus olor
- Лебідь чорний, Cygnus atratus (I)
- Лебідь чорнодзьобий, Cygnus columbianus
- Лебідь-кликун, Cygnus cygnus
- Гуска єгипетська, Alopochen aegyptiacus (I)
- Огар, Tadorna ferruginea
- Галагаз звичайний, Tadorna tadorna
- Мандаринка, Aix galericulata (I)
- Чирянка-квоктун, Sibirionetta formosa (A)
- Чирянка велика, Spatula querquedula
- Чирянка блакитнокрила, Spatula discors (A)
- Широконіска, Spatula clypeata
- Нерозень, Mareca strepera
- Качка далекосхідна, Mareca falcata (A) (близький до загрозливого)
- Свищ, Mareca penelope
- Свищ американський, Mareca americana
- Крижень, Anas platyrhynchos
- Шилохвіст, Anas acuta
- Чирянка мала, Anas crecca
- Чирянка вузькодзьоба, Marmaronetta angustirostris (A) (вразливий)
- Чернь червонодзьоба, Netta rufina
- Попелюх американський, Aythya americana (A)
- Попелюх, Aythya ferina (вразливий)
- Чернь канадська, Aythya collaris (A)
- Чернь білоока, Aythya nyroca (близький до загрозливого)
- Чернь чубата, Aythya fuligula
- Чернь морська, Aythya marila
- Чернь американська, Aythya affinis (A)
- Пухівка мала, Polysticta stelleri (A) (вразливий)
- Пухівка горбатодзьоба, Somateria spectabilis (A)
- Пухівка звичайна, Somateria mollissima (близький до загрозливого)
- Каменярка, Histrionicus histrionicus (A)
- Турпан білолобий, Melanitta perspicillata (A)
- Турпан, Melanitta fusca (вразливий)
- Синьга, Melanitta nigra
- Синьга американська, Melanitta americana (A) (near-threatened)
- Морянка, Clangula hyemalis (вразливий)
- Гоголь малий, Bucephala albeola (A)
- Гоголь звичайний, Bucephala clangula
- Крех малий, Mergellus albellus
- Крех жовтоокий, Lophodytes cucullatus (A)
- Крех великий, Mergus merganser
- Крех середній, Mergus serrator
- Савка американська, Oxyura jamaicensis (I)
- Савка, Oxyura leucocephala (A) (зникаючий)

## Куроподібні
Родина Фазанові (Phasianidae)
- Перепілка звичайна, Coturnix coturnix
- Фазан звичайний, Phasianus colchicus (I)
- Куріпка сіра, Perdix perdix
- Тетерук, Tetrao tetrix

## Фламінгоподібні
Родина Фламінгові (Phoenicopteridae)
- Фламінго чилійський, Phoenicopterus chilensis (I) (під загрозою зникнення)
- Фламінго рожевий, Phoenicopterus roseus

## Пірникозоподібні
Родина Пірникозові (Podicipedidae)
- Пірникоза мала, Tachybaptus ruficollis
- Пірникоза рябодзьоба, Podilymbus podiceps (А)
- Пірникоза червоношия, Podiceps auritus (вразливий)
- Пірникоза сірощока, Podiceps grisegena
- Пірникоза велика, Podiceps cristatus
- Пірникоза чорношия, Podiceps nigricollis

## Голубоподібні
Родина Голубові (Columbidae)
- Голуб сизий, Columba livia (I)
- Голуб-синяк, Columba oenas
- Припутень, Columba palumbus
- Горлиця звичайна, Streptopelia turtur (вразливий)
- Горлиця велика, Streptopelia orientalis (A)
- Горлиця садова, Streptopelia decaocto

## Рябкоподібні
Родина Рябкові (Pteroclidae)
- Саджа звичайна, Syrrhaptes paradoxus (A)

## Дрохвоподібні
Родина Дрохвові (Otididae)
- Дрохва, Otis tarda (A) (вразливий)
- Джек східний, Chlamydotis macqueenii (A) (вразливий)
- Хохітва, Tetrax tetrax (A) (близький до загрозливого)

## Зозулеподібні
Родина Зозулеві (Cuculidae)
- Зозуля чубата, Clamator glandarius (A)
- Зозуля звичайна, Cuculus canorus

## Дрімлюгоподібні
Родина Дрімлюгові (Caprimulgidae)
- Дрімлюга, Caprimulgus europaeus

Родина Серпокрильцеві (Apodidae)
- Колючохвіст білогорлий, Hirundapus caudacutus (A)
- Серпокрилець білочеревий, Apus melba (A)
- Серпокрилець чорний, Apus apus
- Серпокрилець блідий, Apus pallidus (A)
- Серпокрилець сибірський, Apus pacificus (A)
- Серпокрилець малий, Apus affinis (A)

## Журавлеподібні
Родина Пастушкові (Rallidae)
- Пастушок, Rallus aquaticus
- Деркач, Crex crex
- Курочка водяна, Gallinula chloropus
- Лиска звичайна, Fulica atra
- Погонич звичайний, Porzana porzana
- Погонич малий, Zapornia parva (A)
- Погонич-крихітка, Zapornia pusilla

Родина Журавлеві (Gruidae)
- Журавель степовий, Anthropoides virgo (A)
- Журавель канадський, Antigone canadensis (A)
- Журавель сірий, Grus grus

## Сивкоподібні
Родина Лежневі (Burhinidae)
- Лежень, Burhinus oedicnemus

Родина Чоботарові (Recurvirostridae)
- Кулик-довгоніг, Himantopus himantopus
- Чоботар, Recurvirostra avosetta

Родина Куликосорокові (Haematopodidae)
- Кулик-сорока, Haematopus ostralegus (майже під загрозою)

Родина Сивкові (Charadriidae)
- Сивка морська, Pluvialis squatarola
- Сивка звичайна, Pluvialis apricaria
- Сивка американська, Pluvialis dominica (A)
- Сивка бурокрила, Pluvialis fulva
- Чайка, Vanellus vanellus (near-threatened)
- Чайка сіра, Vanellus cinereus
- Чайка індійська, Vanellus indicus
- Чайка степова, Vanellus gregarius (A) (critically endangered)
- Чайка білохвоста, Vanellus leucurus (A)
- Пісочник товстодзьобий, Charadrius leschenaultii (A)
- Пісочник каспійський, Charadrius asiaticus (A)
- Пісочник морський, Charadrius alexandrinus
- Пісочник великий, Charadrius hiaticula
- Пісочник малий, Charadrius dubius
- Пісочник крикливий, Charadrius vociferus (A)
- Хрустан, Charadrius morinellus

Родина Баранцеві (Scolopacidae)
- Бартрамія, Bartramia longicauda (A)
- Кульон середній, Numenius phaeopus
- Кульон-крихітка, Numenius minutus (A)
- Кульон тонкодзьобий, Numenius tenuirostris (A) (critically endangered)
- Кульон великий, Numenius arquata (near-threatened)
- Грицик малий, Limosa lapponica (near-threatened)
- Грицик великий, Limosa limosa (near-threatened)
- Крем'яшник звичайний, Arenaria interpres
- Побережник великий, Calidris tenuirostris (A) (endangered)
- Побережник ісландський, Calidris canutus (near-threatened)
- Брижач, Calidris pugnax
- Побережник болотяний, Calidris falcinellus
- Побережник гострохвостий, Calidris acuminata (A)
- Побережник довгоногий, Calidris himantopus (A)
- Побережник червоногрудий, Calidris ferruginea (near-threatened)
- Побережник білохвостий, Calidris temminckii
- Побережник довгопалий, Calidris subminuta (A)
- Побережник рудоголовий, Calidris ruficollis (A) (near-threatened)
- Побережник білий, Calidris alba
- Побережник чорногрудий, Calidris alpina
- Побережник морський, Calidris maritima
- Побережник канадський, Calidris bairdii (A)
- Побережник малий, Calidris minuta
- Побережник білогрудий, Calidris fuscicollis (A)
- Жовтоволик, Calidris subruficollis (near-threatened)
- Побережник арктичний, Calidris melanotos
- Побережник аляскинський, Calidris mauri (A)
- Побережник довгопалий, Calidris pusilla (A) (near-threatened)
- Неголь довгодзьобий, Limnodromus scolopaceus (A)
- Баранець малий, Lymnocryptes minimus
- Слуква, Scolopax rusticola
- Баранець великий, Gallinago media (A) (extirpated)[2] (near-threatened)
- Баранець звичайний, Gallinago gallinago
- Мородунка, Xenus cinereus
- Плавунець довгодзьобий, Phalaropus tricolor (A)
- Плавунець круглодзьобий, Phalaropus lobatus
- Плавунець плоскодзьобий, Phalaropus fulicarius
- Набережник, Actitis hypoleucos
- Набережник плямистий, Actitis macularia (A)
- Коловодник лісовий, Tringa ochropus
- Коловодник малий, Tringa solitaria (A)
- Коловодник попелястий, Tringa brevipes (A) (near-threatened)
- Коловодник чорний, Tringa erythropus
- Коловодник строкатий, Tringa melanoleuca (A)
- Коловодник великий, Tringa nebularia
- Коловодник жовтоногий, Tringa flavipes (A)
- Коловодник ставковий, Tringa stagnatilis
- Коловодник болотяний, Tringa glareola
- Коловодник звичайний, Tringa totanus

Родина Дерихвостові (Glareolidae)
- Бігунець пустельний, Cursorius cursor (A)
- Дерихвіст лучний, Glareola pratincola (A)
- Дерихвіст забайкальський, Glareola maldivarum (A)
- Дерихвіст степовий, Glareola nordmanni (A) (майже під загрозою)

Родина Поморникові (Stercorariidae)
- Поморник великий, Stercorarius skua
- Поморник середній, Stercorarius pomarinus
- Поморник короткохвостий, Stercorarius parasiticus
- Поморник довгохвостий, Stercorarius longicaudus

Родина Алькові (Alcidae)
- Люрик, Alle alle
- Кайра тонкодзьоба, Uria aalge
- Кайра товстодзьоба, Uria lomvia (A)
- Гагарка, Alca torda (майже під загрозою)
- Гагарка велика, Pinguinus impennis (B) (вимерлий)
- Чистун арктичний, Cepphus grylle
- Іпатка атлантична, Fratercula arctica (вразливий)

Родина Мартинові (Laridae)
- Мартин трипалий, Rissa tridactyla (vulnerable)
- Мартин білий, Pagophila eburnea (A) (near-threatened)
- Мартин вилохвостий, Xema sabini
- Мартин тонкодзьобий, Chroicocephalus genei (A)
- Мартин канадський, Chroicocephalus philadelphia (A)
- Мартин звичайний, Chroicocephalus ridibundus
- Мартин малий, Hydrocoloeus minutus
- Мартин рожевий, Rhodostethia rosea (A)
- Мартин карибський, Leucophaeus atricilla (A)
- Мартин ставковий, Leucophaeus pipixcan (A)
- Мартин середземноморський, Ichthyaetus melanocephalus
- Мартин каспійський, Ichthyaetus ichthyaetus (A)
- Мартин сіроногий, Ichthyaetus audouinii (A)
- Мартин сизий, Larus canus
- Мартин делаверський, Larus delawarensis (A)
- Мартин сріблястий, Larus argentatus
- Мартин скельний, Larus michahellis
- Мартин жовтоногий, Larus cachinnans
- Мартин гренландський, Larus glaucoides
- Мартин чорнокрилий, Larus fuscus
- Мартин полярний, Larus hyperboreus
- Мартин морський, Larus marinus
- Крячок строкатий, Onychoprion fuscatus (A)
- Крячок бурокрилий, Onychoprion anaethetus (A)
- Крячок малий, Sternula albifrons
- Крячок чорнодзьобий, Gelochelidon nilotica
- Крячок каспійський, Hydroprogne caspia
- Крячок чорний, Chlidonias niger
- Крячок білокрилий, Chlidonias leucopterus
- Крячок білощокий, Chlidonias hybrida
- Крячок рожевий, Sterna dougallii (A)
- Крячок річковий, Sterna hirundo
- Крячок полярний, Sterna paradisaea
- Крячок неоарктичний, Sterna forsteri (A)
- Крячок рябодзьобий, Thalasseus sandvicensis
- Крячок каліфорнійський, Sterna elegans (A)

## Гагароподібні
Родина Гагарові (Gaviidae)
- Гагара червоношия, Gavia stellata
- Гагара чорношия, Gavia arctica
- Гагара полярна, Gavia immer
- Гагара білодзьоба Gavia adamsii (А) (близький до загрозливого)

## Буревісникоподібні
Родина Океанникові
- Океанник Вільсона, Oceanites oceanicus (A)
- Океанник білобровий, Pelagodroma marina (A)

Родина Качуркові (Hydrobatidae)
- Качурка морська, Hydrobates pelagicus
- Качурка північна, Oceanodroma leucorhoa (вразливий)

Родина Буревісникові (Procellariidae)
- Буревісник кочівний, Fulmarus glacialis
- «Soft-plumaged» petrel (Тайфунник азорський/Тайфунник мадерійський), Pterodroma feae/Pterodroma madeira (A)
- Буревісник атлантичний, Calonectris borealis (A)
- Буревісник великий, Ardenna gravis (A)
- Буревісник сивий, Ardenna griseus (near-threatened)
- Буревісник малий, Puffinus puffinus
- Буревісник балеарський, Puffinus mauretanicus (critically endangered)

## Лелекоподібні
Родина Лелекові (Ciconiidae)
- Лелека чорний, Ciconia nigra
- Лелека білий, Ciconia ciconia

## Сулоподібні
Родина Сулові (Sulidae)
- Сула білочерева, Sula leucogaster (A)
- Сула атлантична, Morus bassanus

Родина Бакланові (Phalacrocoracidae)
- Баклан малий Microcarbo pygmeus (A)
- Баклан великий, Phalacrocorax carbo
- Баклан чубатий, Phalacrocorax aristotelis

## Пеліканоподібні
Родина Пеліканові (Pelecanidae)
- Пелікан рожевий, Pelecanus onocrotalus (A)
- Пелікан кучерявий, Pelecanus crispus (A) (майже під загрозою)

Родина Чаплеві (Ardeidae)
- Бугай, Botaurus stellaris
- Бугайчик, Ixobrychus minutus
- Чапля сіра, Ardea cinerea
- Чапля руда, Ardea purpurea
- Чепура велика, Ardea alba
- Чепура мала, Egretta garzetta
- Чапля єгипетська, Bubulcus ibis
- Чапля жовта, Ardeola ralloides
- Butorides virescens, Butorides virescens (A)
- Квак, Nycticorax nycticorax

Родина Ібісові (Threskiornithidae)
- Коровайка, Plegadis falcinellus
- Ібіс священний, Threskiornis aethiopicus (I)
- Косар, Platalea leucorodia

## Яструбоподібні
Родина Скопові (Pandionidae)
- Скопа, Pandion haliaetus

Родина Яструбові (Accipitridae)
- Шуліка чорноплечий, Elanus caeruleus (A)
- Стерв'ятник, Neophron percnopterus (A) (endangered)
- Осоїд, Pernis apivorus
- Гриф чорний, Aegypius monachus (A) (near-threatened)
- Сип білоголовий, Gyps fulvus
- Змієїд, Circaetus gallicus
- Підорлик малий, Clanga pomarina (A)
- Підорлик великий, Clanga clanga (A) (vulnerable)
- Орел-карлик, Hieraaetus pennatus (A)
- Орел степовий, Aquila nipalensis (A) (endangered)
- Могильник іспанський, Aquila adalberti (A) (vulnerable)
- Орел-могильник, Aquila heliaca (A) (vulnerable)
- Беркут, Aquila chrysaetos (A)
- Орел-карлик яструбиний, Aquila fasciata (A)
- Лунь очеретяний, Circus aeruginosus
- Лунь польовий, Circus cyaneus
- Лунь степовий, Circus macrourus (near-threatened)
- Лунь лучний, Circus pygargus
- Яструб малий, Accipiter nisus
- Яструб великий, Accipiter gentilis
- Шуліка рудий, Milvus milvus (near-threatened)
- Шуліка чорний, Milvus migrans
- Орлан-білохвіст, Haliaeetus albicilla
- Зимняк, Buteo lagopus
- Канюк звичайний, Buteo buteo
- Канюк степовий, Buteo rufinus (A)

## Совоподібні
Родина Сипухові (Tytonidae)
- Сипуха, Tyto alba

Родина Совові (Strigidae)
- Совка, Otus scops (A)
- Пугач звичайний, Bubo bubo
- Сова біла, Bubo scandiacus (A) (вразлива)
- Сова яструбина, Surnia ulula (A)
- Сичик-горобець, Glaucidium passerinum (A)
- Сич хатній, Athene noctua
- Сова сіра, Strix aluco
- Сова вухата, Asio otus
- Сова болотяна, Asio flammeus
- Сич волохатий, Aegolius funereus (A)

## Bucerotiformes
Родина Одудові (Upupidae)
- Одуд, Upupa epops

## Сиворакшоподібні
Родина Рибалочкові (Alcedinidae)
- Рибалочка блакитний, Alcedo atthis
- Рибалочка-чубань північний, Ceryle alcyon (A)

Родина Бджолоїдкові (Meropidae)
- Бджолоїдка звичайна, Merops apiaster
- Бджолоїдка зелена, Merops persicus (A)

Родина Сиворакшові (Coraciidae)
- Сиворакша, Coracias garrulus (A)

## Дятлоподібні
Родина Дятлові (Picidae)
- Крутиголовка, Jynx torquilla
- Дятел середній, Dendrocoptes medius
- Дятел звичайний, Dendrocopos major
- Дятел малий, Dryobates minor
- Жовна зелена, Picus viridis
- Жовна сива, Picus canus (A)
- Жовна чорна, Dryocopus martius

## Соколоподібні
Родина Соколові (Falconidae)
- Боривітер степовий, Falco naumanni (А)
- Боривітер звичайний, Falco tinnunculus
- Кібчик, Falco vespertinus
- Підсоколик Елеонори, Falco eleonorae (A)
- Підсоколик малий, Falco columbarius
- Підсоколик великий, Falco subbuteo
- Балабан, Falco cherrug (A)
- Кречет, Falco rusticolus (A)
- Сапсан, Falco peregrinus

## Папугоподібні
Родина Psittaculidae
- Папуга індійський, Psittacula eupatria (I) (near-threatened)
- Папуга Крамера, Psittacula krameri (I)

## Горобцеподібні
Родина Віреонові (Vireonidae)
- Віреон червоноокий, Vireo olivaceus (A)

Родина Вивільгові (Oriolidae)
- Вивільга звичайна, Oriolus oriolus

Родина Сорокопудові (Laniidae)
- Сорокопуд терновий, Lanius collurio
- Сорокопуд горихвістковий, Lanius phoenicuroides (A)
- Сорокопуд рудохвостий, Lanius isabellinus (A)
- Сорокопуд сибірський, Lanius cristatus (A)
- Сорокопуд довгохвостий, Lanius schach (A)
- Сорокопуд сірий, Lanius excubitor
- Сорокопуд чорнолобий, Lanius minor (A)
- Сорокопуд білолобий, Lanius nubicus (A)
- Сорокопуд червоноголовий, Lanius senator

Родина Воронові (Corvidae)
- Сойка, Garrulus glandarius
- Сорока звичайна, Pica pica
- Горіхівка (птах), Nucifraga caryocatactes (A)
- Галка, Corvus monedula
- Галка даурська, Corvus dauuricus (A)
- Ворона індійська, Corvus splendens (I)
- Грак, Corvus frugilegus
- Ворона чорна, Corvus corone
- Ворона сіра, Corvus cornix
- Крук, Corvus corax

Родина Синицеві (Paridae)
- Синиця чорна, Periparus ater
- Синиця чубата, Lophophanes cristatus
- Гаїчка болотяна, Poecile palustris
- Гаїчка-пухляк, Poecile montana
- Синиця блакитна, Cyanistes caeruleus
- Синиця велика, Parus major

Родина Ремезові (Remizidae)
- Ремез, Remiz pendulinus

Родина Жайворонкові (Alaudidae)
- Жайворонок рогатий, Eremophila alpestris
- Жайворонок малий, Calandrella brachydactyla (A)
- Жайворонок степовий, Melanocorypha calandra (A)
- Жайворонок лісовий, Lullula arborea
- Жайворонок польовий, Alauda arvensis
- Посмітюха, Galerida cristata (A)

Родина Суторові (Paradoxornithidae)
- Синиця вусата, Panurus biarmicus

Родина Тамікові (Cisticolidae)
- Таміка віялохвоста, Cisticola juncidis

Родина Очеретянкові (Acrocephalidae)
- Берестянка мала, Iduna caligata (A)
- Берестянка південна, Iduna rama (A)
- Берестянка пустельна, Hippolais languida (A)
- Берестянка багатоголоса, Hippolais polyglotta
- Берестянка звичайна, Hippolais icterina
- Очеретянка прудка, Acrocephalus paludicola (vulnerable)
- Очеретянка тонкодзьоба, Acrocephalus melanopogon (A)
- Очеретянка лучна, Acrocephalus schoenobaenus
- Очеретянка індійська, Acrocephalus agricola (A)
- Очеретянка садова, Acrocephalus dumetorum (A)
- Очеретянка чагарникова, Acrocephalus palustris
- Очеретянка ставкова, Acrocephalus scirpaceus
- Очеретянка велика, Acrocephalus arundinaceus

Родина Кобилочкові (Locustellidae)
- Кобилочка співоча, Helopsaltes certhiola (A)
- Кобилочка плямиста, Locustella lanceolata (A)
- Кобилочка річкова, Locustella fluviatilis
- Кобилочка солов'їна, Locustella luscinioides
- Кобилочка-цвіркун, Locustella naevia

Родина Ластівкові (Hirundinidae)
- Ластівка берегова, Riparia riparia
- Ластівка скельна, Ptyonoprogne rupestris (A)
- Ластівка сільська, Hirundo rustica
- Ластівка даурська, Hirundo daurica
- Ластівка міська, Delichon urbicum

Родина Вівчарикові (Phylloscopidae)
- Вівчарик жовтобровий, Phylloscopus sibilatrix
- Вівчарик світлочеревий, Phylloscopus bonelli (A)
- Вівчарик золотогузий, Phylloscopus orientalis (A)
- Вівчарик лісовий, Phylloscopus inornatus
- Вівчарик алтайський, Phylloscopus humei
- Вівчарик золотомушковий, Phylloscopus proregulus
- Вівчарик товстодзьобий, Phylloscopus schwarzi (A)
- Вівчарик бурий, Phylloscopus fuscatus
- Вівчарик весняний, Phylloscopus trochilus
- Вівчарик-ковалик, Phylloscopus collybita
- Вівчарик іберійський, Phylloscopus ibericus (A)
- Вівчарик оливковий, Phylloscopus coronatus (A)
- Вівчарик жовточеревий, Phylloscopus nitidus
- Вівчарик зелений, Phylloscopus trochiloides
- Вівчарик амурський, Phylloscopus plumbeitarsus (A)
- Вівчарик шелюговий, Phylloscopus borealis (A)

Родина Вертункові (Scotocercidae)
- Очеретянка середземноморська, Cettia cetti

Родина Довгохвостосиницеві (Aegithalidae)
- Синиця довгохвоста, Aegithalos caudatus

Родина Кропив'янкові (Sylviidae)
- Кропив'янка чорноголова, Sylvia atricapilla
- Кропив'янка садова, Sylvia borin
- Кропив'янка африканська, Sylvia deserti (A)
- Кропив'янка пустельна, Sylvia nana (A)
- Кропив'янка рябогруда, Sylvia nisoria
- Кропив'янка прудка, Sylvia curruca
- Кропив'янка співоча, Sylvia hortensis (A)
- Кропив'янка червоновола, Sylvia cantillans (A)
- Кропив'янка середземноморська, Sylvia melanocephala (A)
- Кропив'янка сіра, Sylvia communis
- Кропив'янка піренейська, Sylvia conspicillata (A)
- Кропив'янка прованська, Sylvia undata (A) (near-threatened)
- Сутора бура, Sinosuthora webbiana (I)

Родина Золотомушкові (Regulidae)
- Золотомушка жовточуба, Regulus regulus
- Золотомушка червоночуба, Regulus ignicapilla

Родина Стінолазові (Tichodromidae)
- Стінолаз, Tichodroma muraria (A)

Родина Повзикові (Sittidae)
- Повзик звичайний, Sitta europaea

Родина Підкоришникові (Certhiidae)
- Підкоришник звичайний, Certhia familiaris
- Підкоришник короткопалий, Certhia brachydactyla

Родина Воловоочкові (Troglodytidae)
- Волове очко, Troglodytes troglodytes

Родина Пронуркові (Cinclidae)
- Пронурок, Cinclus cinclus

Родина Шпакові (Sturnidae)
- Шпак звичайний, Sturnus vulgaris
- Шпак рожевий, Pastor roseus
- Шпак даурський, Agropsar sturninus (A)

Родина Пересмішникові (Mimidae)
- Пересмішник багатоголосий, Mimus polyglottos (A)

Родина Дроздові (Turdidae)
- Дрізд-короткодзьоб малий, Catharus minimus
- Квічаль сибірський, Geokichla sibirica (A)
- Квічаль тайговий, Zoothera aurea (A)
- Дрізд-омелюх, Turdus viscivorus
- Дрізд співочий, Turdus philomelos
- Дрізд білобровий, Turdus iliacus (майже під загрозою зникнення)
- Дрізд чорний, Turdus merula
- Дрізд мандрівний, Turdus migratorius (A)
- Дрізд вузькобровий, Turdus obscurus (A)
- Чикотень, Turdus pilaris
- Дрізд гірський, Turdus torquatus
- Дрізд чорноволий, Turdus atrogularis (A)
- Дрізд темний, Turdus eunomus (A)

Родина Мухоловкові (Muscicapidae)
- Мухоловка сіра, Muscicapa striata
- Соловейко рудохвостий, Cercotrichas galactotes (A)
- Вільшанка, Erithacus rubecula
- Соловейко білогорлий, Irania gutturalis (A)
- Соловейко східний, Luscinia luscinia
- Соловейко західний, Luscinia megarhynchos
- Синьошийка, Luscinia svecica
- Соловейко червоногорлий, Calliope calliope (A)
- Синьохвіст тайговий, Tarsiger cyanurus (A)
- Мухоловка мала, Ficedula parva
- Мухоловка строката, Ficedula hypoleuca
- Мухоловка білошия, Ficedula albicollis (A)
- Горихвістка звичайна, Phoenicurus phoenicurus
- Горихвістка чорна, Phoenicurus ochruros
- Скеляр строкатий, Monticola saxatilis (A)
- Скеляр синій, Monticola solitarius (A)
- Трав'янка лучна, Saxicola rubetra
- Трав'янка європейська, Saxicola rubicola
- Трав'янка білошия, Saxicola maurus (A)
- Кам'янка звичайна, Oenanthe oenanthe
- Кам'янка попеляста, Oenanthe isabellina (A)
- Кам'янка пустельна, Oenanthe deserti (A)
- Кам'янка лиса, Oenanthe pleschanka (A)
- Кам'янка іспанська, Oenanthe hispanica (A)

Родина Омелюхові (Bombycillidae)
- Омелюх звичайний, Bombycilla garrulus

Родина Тинівкові (Prunellidae)
- Тинівка альпійська, Prunella collaris (A)
- Тинівка сибірська, Prunella montanella (A)
- Тинівка лісова, Prunella modularis

Родина Горобцеві (Passeridae)
- Горобець хатній, Passer domesticus
- Горобець чорногрудий, Passer hispaniolensis (A)
- Горобець польовий, Passer montanus

Родина Плискові (Motacillidae)
- Плиска гірська, Motacilla cinerea
- Плиска жовта, Motacilla flava
- Плиска жовтоголова, Motacilla citreola (А)
- Плиска біла, Motacilla alba .
- Щеврик азійський, Anthus richardi
- Щеврик забайкальський, Anthus godlewskii (A)
- Щеврик польовий, Anthus campestris
- Щеврик лучний, Anthus pratensis (майже під загрозою зникнення)
- Щеврик лісовий, Anthus trivialis
- Щеврик оливковий, Anthus hodgsoni
- Щеврик червоногрудий, Anthus cervinus
- Щеврик гірський, Anthus spinoletta
- Щеврик острівний, Anthus petrosus

Родина В'юркові (Fringillidae)
- Зяблик, Fringilla coelebs
- В'юрок, Fringilla montifringilla
- Костогриз, Coccothraustes coccothraustes
- Чечевиця звичайна, Carpodacus erythrinus
- Смеречник, Pinicola enucleator (A)
- Снігур, Pyrrhula pyrrhula
- Снігар туркменський, Bucanetes githagineus (A)
- Зеленяк, Chloris chloris
- Чечітка гірська, Linaria flavirostris
- Коноплянка, Linaria cannabina
- Чечітка звичайна, Acanthis flammea
- Чечітка маленька, Acanthis cabaret
- Чечітка біла, Acanthis hornemanni
- Шишкар сосновий, Loxia pytyopsittacus
- Шишкар ялиновий, Loxia curvirostra
- Шишкар білокрилий, Loxia leucoptera
- Щиглик, Carduelis carduelis
- Щиглик цитриновий, Carduelis citrinella (B)
- Щедрик, Serinus serinus
- Чиж, Spinus spinus

Родина Подорожникові (Calcariidae)
- Подорожник лапландський, Calcarius lapponicus
- Пуночка, Plectrophenax nivalis

Родина Вівсянкові (Emberizidae)
- Вівсянка чорноголова, Emberiza melanocephala (A)
- Вівсянка рудоголова, Emberiza bruniceps (A)
- Просянка, Emberiza calandra
- Вівсянка гірська, Emberiza cia (A)
- Вівсянка городня, Emberiza cirlus (A)
- Вівсянка звичайна, Emberiza citrinella
- Вівсянка білоголова, Emberiza leucocephalos (A)
- Вівсянка скельна, Emberiza buchanani (A)
- Вівсянка садова, Emberiza hortulana
- Вівсянка сивоголова, Emberiza caesia (A)
- Вівсянка очеретяна, Emberiza schoeniclus
- Вівсянка лучна, Emberiza aureola (A) (critically endangered)
- Вівсянка-крихітка, Emberiza pusilla
- Вівсянка-ремез, Emberiza rustica (уразливий)
- Вівсянка сибірська, Emberiza spodocephala (A)
- Вівсянка руда, Emberiza rutila (A)
- Вівсянка жовтоброва, Emberiza chrysophrys (A)

Родина Passerellidae
- Юнко сірий, Junco hyemalis (A)
- Бруант білогорлий, Zonotrichia albicollis (A)
- Пасовка співоча, Melospiza melodia (A)

Родина Трупіалові (Icteridae)
- Тордо жовтоголовий, Xanthocephalus xanthocephalus (A)
- Трупіал балтиморський, Icterus galbula (A)
- Ґракл звичайний, Quiscalus quiscula (A) (майже зникає)

Родина Піснярові (Parulidae)
- Смугастоволець річковий, Parkesia noveboracensis (A)
- Пісняр-лісовик жовтогузий, Setophaga coronata (A)

Родина Кардиналові (Cardinalidae)
- Скригнатка індигова, Passerina cyanea (A)